# Tintin v Tibetu (videoigra)
Tintin v Tibetu je videoigra, ki temelji na zgodbi z enakim naslovom iz serije stripov z naslovom Tintin in njegove pustolovščine, belgijskega karikaturista Hergéja. V seriji je bila izdana skupaj z Sončevim templjem. Za Super NES, Game Boy, Game Gear in Mega Drive je izšla konec leta 1995, sledili pa sta še različici za PC (MS-DOS in Windows 95) leta 1996 in za Game Boy Color leta 2001.

## Datumi izdaje
- Tintin v Tibetu za Mega Drive – 1995
- Tintin v Tibetu za Game Boy – 1995
- Tintin v Tibetu za Game Gear – 1995
- Tintin v Tibetu za Super NES – december 1995
- Tintin v Tibetu za PC – 1996
- Tintin v Tibetu za Game Boy Color – 2001